# Артинский ярус
| система                                                                          | система | отдел        | ярус        | Ниж. граница, млн лет |
| -------------------------------------------------------------------------------- | ------- | ------------ | ----------- | --------------------- |
| Триас                                                                            | Триас   | Нижний       | Индский     | 251,902 ±0,024        |
| Пермь                                                                            | Пермь   | Лопинский    | Чансинский  | 254,14 ±0,07          |
| Пермь                                                                            | Пермь   | Лопинский    | Вучапинский | 259,51 ±0,21          |
| Пермь                                                                            | Пермь   | Гваделупский | Кептенский  | 264,28 ±0,16          |
| Пермь                                                                            | Пермь   | Гваделупский | Вордский    | 266,9 ±0,4            |
| Пермь                                                                            | Пермь   | Гваделупский | Роудский    | 274,4 ±0,4            |
| Пермь                                                                            | Пермь   | Приуральский | Кунгурский  | 283,3 ±0,4            |
| Пермь                                                                            | Пермь   | Приуральский | Артинский   | 290,1 ±0,26           |
| Пермь                                                                            | Пермь   | Приуральский | Сакмарский  | 293,52 ±0,17          |
| Пермь                                                                            | Пермь   | Приуральский | Ассельский  | 298,9 ±0,15           |
| Карбон                                                                           | Пен.    | Верхний      | Гжельский   | больше                |
| Деление и золотые гвозди в соответствии с IUGS по состоянию на декабрь 2024 года |         |              |             |                       |

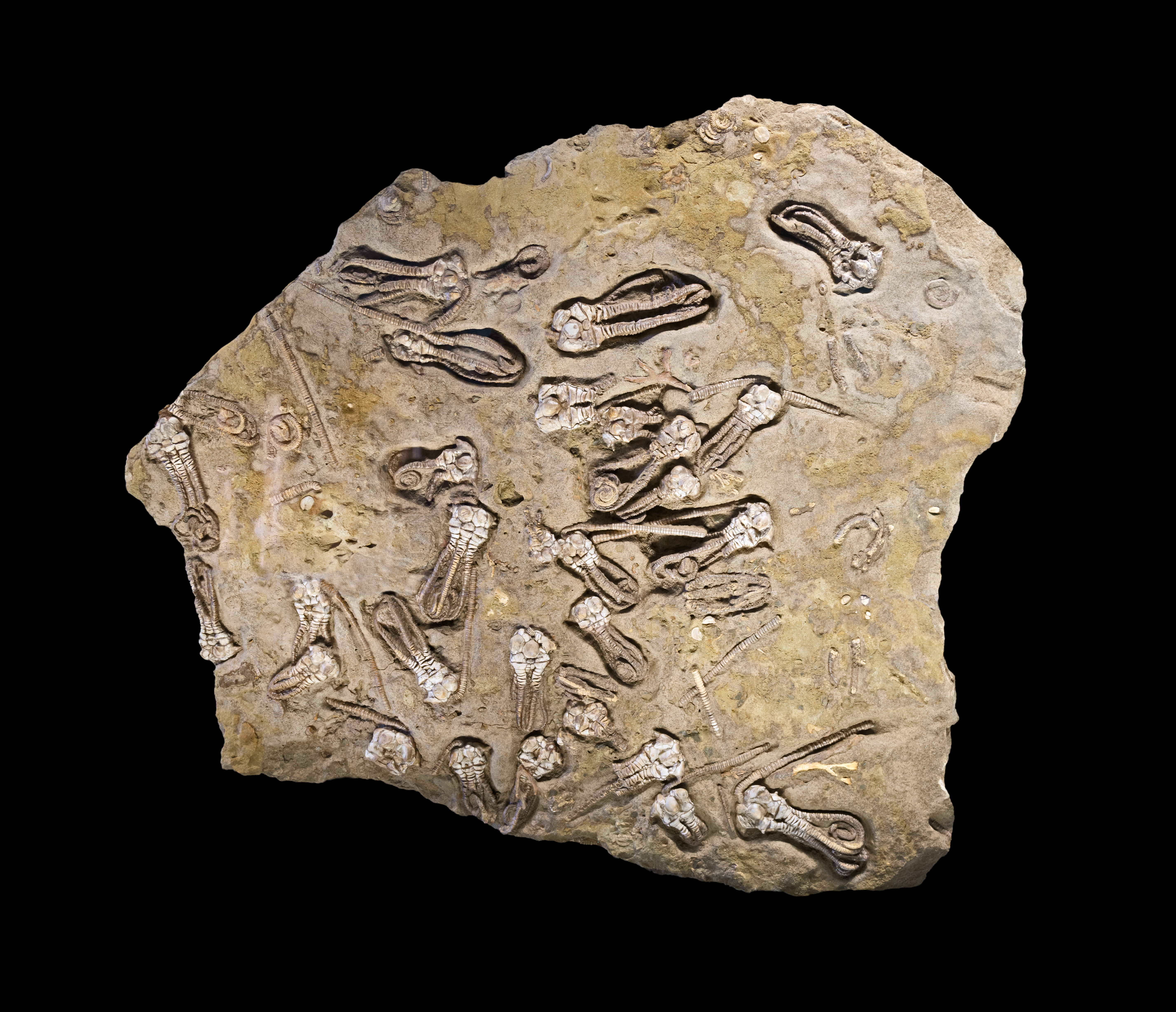
Jimbacrinus bostocki из артинского яруса (Австралия)

А́ртинский ярус — геологический ярус в стратиграфическом подразделении пермской системы. Соответствует артинскому веку, длившемуся с 290,1 млн лет до 283,3 млн лет назад (по состоянию на декабрь 2024 г). Артинский век является частью фанерозойского эона, палеозойской эры, пермского периода, приуральской эпохи.
Век признан легитимным подразделением Международной стратиграфической шкалы 27 января 2022 г. после ратификации предложения касательно принятия разреза Дальний Тюлькас (Башкирия) в качестве эталонного для нижней границы артинского яруса.

## История
В 1841 году во время известного путешествия Мурчисона и спутников, директор Артинского завода Александр Андреевич Иосса передал графу Александру Андреевичу Кейзерлингу несколько раковин аммоней отличной сохранности, найденные в окрестных песчаниках, названных впоследствии Мурчисоном артинскими песчаниками (grits of Artinsk). Эдуард Вернейль об этой встрече пишет в нескольких местах, в частности: "Nautilus tuberculatus. Ce beau Naulite a été trouvé au mont Kachkabache, dans les environs d’Artinsk, arrondissement de Slataoust (Oural), où se trouve une puissante formation de grès, supérieure au calcaire de montagne et parallèle à la formation houillère. Nous devons cet échantillon à la libéralité de M. Jossa, directeur des mines d’Artinsk ".
В 1873—1874 гг. Александр Петрович Карпинский, зная о работе Мурчисона и Вернейля от своего отца, который сопутствовал экспедиции в 1841 г. на отдельных участках маршрута, изучал ископаемые остатки организмов на Урале, в районе горы Кашкабаш, близ современного посёлка Арти (Свердловская область). Именно там он нашёл организмы, названные им «артинские аммонеи», которые не соответствовали каким-либо известным периодам. Они напоминали нечто среднее между каменноугольным периодом и пермским.
Геолого-палеонтологическая работа, в которой установлен Артинский ярус, была опубликована А. П. Карпинским в 1874 году в журнале «Записки Минералогического общества». В статье было указано, что отложения этого яруса, непосредственно сменяя верхние горизонты каменноугольной системы, представляют так называемый пермо-карбон, в тесном смысле этого термина, то есть переходный слой. Однако, в ней содержится описание аммонитов не артинского, а сакмарского возраста.
В заметке «Артинские аммониты Новой Земли» Карпинский писал: «Самое название яруса происходит от Артинского округа, а не непосредственно от р. Арти, как это думает проф. Frech, и заимствовано от введенного в науку Мурчисоном и его спутниками и очень укоренившегося в России термина „артинский песчаник“, самого характерного и наиболее распространенного члена артинских отложений».

## Стратиграфия

### Нижняя граница
База Артинского яруса определена по данным первого появления конодонтов видов Sweetognathus whitei и Mesogondolella bisselli. В 2002 г. подкомиссия Пермского периода Международной комиссии по стратиграфии неформально предложила кандидата на роль GSSP (Global Stratotype Section and Point); официальное предложение, последовавшее в 2013 г. и ратифицированное 27 января 2022 г., установило эталон («золотой гвоздь») нижней границы Артинского яруса в районе геологического разреза Дальний Тюлькас, близ села Красноусольский (Башкирия).
Уран-свинцовый метод датирования показал, что нижняя граница Артинского яруса относится приблизительно к возрасту в 290,1 ± 0,26 млн лет, что было установлено на основе положения каменного слоя в разрезе Дальний Тюлькас, содержащем первое появление (First Appearance Datum) останков S. whitei относительно трёх других точно датируемых слоев пепла, окружающих его. Более ранний радиометрический анализ показал более молодой возраст в 280,3 млн лет для границы Сакмарского и Артинского ярусов.

### Верхняя граница
Верхней границей Артинского (и базой Кунгурского) яруса определена как место, в котором впервые встречаются останки конодонтов Neostreptognathodus pnevi and Neostreptognathodus exculptus. В 2018 году был неофициально предложен кандидат на GSSP — разрез Мечетлино (Башкирия).

## Артинская фауна

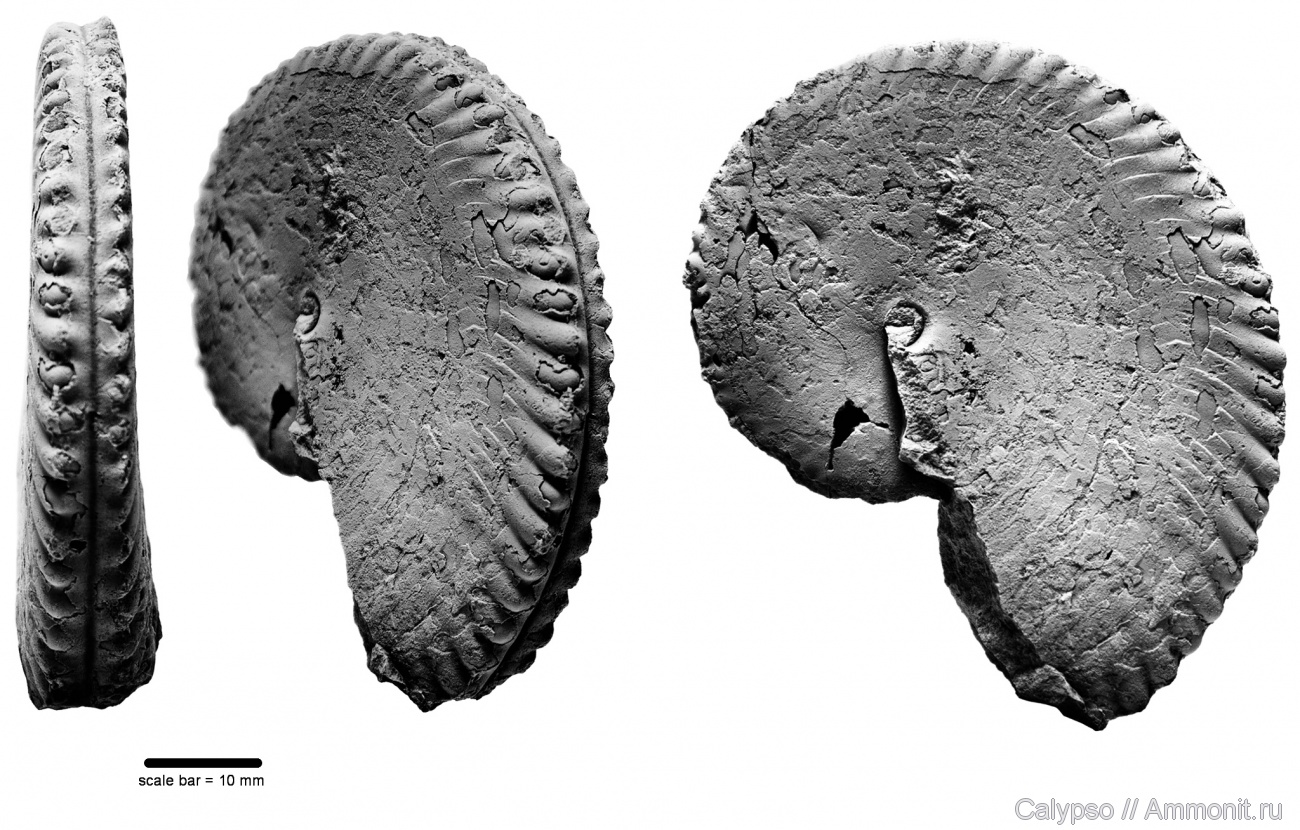
Artinskia artiensis (Grünew.)

Согласно В. Е. Ружевцеву, Артинский ярус — это толща осадков, вне зависимости от литологического состава, заключающая весьма типичную фауну аммоноидей и фузулинид. Руководящими комплексами являются: среди аммоноидей — Daraelites elegans (Tcher.), Neopronorites permicus (Tcher.), Sakmarites vulgaris (Karp.), Artioceras rhipaeum (Ruzh.), Artinskia artiensis (Grünew.), Medlicottia orbignyana (Vern.), Metalegoceras sogurense (Ruzh.), M. tschernyschewi (Karp.), Paragastrioceras fossae (Vern.), Uraloceras fedorowi (Karp.), U. suessi (Karp.), Eothinites, Waagenina, Popanoceras, Kargalites (Kargalites), Marathonites (Almites), Neocrimites; среди фузулинид — Pseudofusulina levidensis Lee, Ps. concessa Viss., Ps. juresanensis Raus., Ps. solida (Schellw.), Ps. urasbajevi Raus., Ps. concavutas Viss., Ps. vissarionovae Raus., Parafusulina lutugini (Schellw.), P. solidissima Raus. и др. Артинский ярус покоится на стерлитамакском горизонте сакмарского яруса, заключающем в себе совершенно иную фауну аммоноидей и фузулинид, заканчивается же кунгурским отложениями, образование которых происходило в совершенно иной палеогеографической обстановке.

## Артинское потепление
Около 287 миллионов лет назад произошел период выраженного глобального потепления, названный Артинским потеплением (Artinskian Warming Event). Данный период ускорил таяние ледников, начавшееся в ходе Сакмарского яруса, вслед за окончанием глубокой фазы оледенения ледникового периода Позднего Палеозоя. Кроме того, данный период также ассоциируется со значительной глобальной засухой, которая постепенно происходила, начиная с границы пермо-карбона. Значительная аридизация в течение Артинского потепления обнаруживается по включениям изотопов δ18O, наблюдающихся в останках брахиоподов, в сухих и полусухих условиях, распространенных по большей части Пангеи; засуха происходила из-за того, что ледники Гондваны отступали в полярные области.